# Себастьян Деваст
Себастьян Деваст (фр. Sébastien Dewaest, нар. 27 травня 1991, Поперинж) — бельгійський футболіст, захисник клубу АЕЛ (Лімасол).
Чемпіон Бельгії. Володар Суперкубка Бельгії. 

## Клубна кар'єра
Народився 27 травня 1991 року в місті Поперинж. Вихованець футбольної школи французького «Лілля».
У дорослому футболі дебютував 2010 року виступами за другу команду лілльського клубу, в якій протягом сезону взяв участь у 2 матчах чемпіонату. 
2011 року повернувся на батьківщину, де протягом двох років грав за «Руселаре», після чого два сезони захищав кольори «Шарлеруа».
Влітку 2015 року перейшов до лав «Генка». Став одним з основних гравців захисту команди. Допоміг їй у сезоні 2018/19 виграти бельгійську першість.
Протягом першої половини 2021 року грав на умовах оренди за французьку «Тулузу». 
На початку 2023 року на правах вільного агента перейшов до «АЕЛ» Лімасол. 

## Виступи за збірну
Протягом кар'єри брав участь лише в матчах юнацьких збірних, так і не дебютувавши на дорослому рівні.

## Титули і досягнення
- Чемпіон Бельгії (1):

«Генк»: 2018-2019
- Володар Суперкубка Бельгії (1):

«Генк»: 2019